# Stade Communal du Tivoli
Stade Communal du Tivoli is een multifunctioneel sportstadion gelegen in La Louvière, België. Het was de thuishaven van RAA Louviéroise. Het stadion heeft een capaciteit van 10.000 plaatsen en werd ingehuldigd op 12 februari 1972 met een wedstrijd tussen RAA Louviéroise en Sporting Charleroi (4-1) met een recordaantal van 18.000 toeschouwers. 
Het stadion was sinds het seizoen 2017-2018 de thuishaven van twee voetbalclubs: UR La Louvière Centre en RAAL La Louvière. Medio 2025 verhuisden beide deze clubs naar een ander stadion: RAAL La Louvière trok naar een gloednieuw stadion dat men bouwde naast het eerdere stadion. La Louvière Centre verhuisde naar het Stade Raymond Dienne. Dit stadion werd in het verleden bespeeld door voorganger URS Centre en zal opgeknapt worden. Zo maakt ACLO, de lokale atletiekvereniging, nog als enige gebruik van de Tivoli-faciliteiten.